# قعابة (مناخة)

تعديل مصدري - تعديل

قعابة هي إحدى قرى عزلة حصبان بمديرية مناخة التابعة لمحافظة صنعاء، بلغ تعداد سكانها 101 نسمة حسب تعداد اليمن لعام 2004.